# داني توماس (لاعب كرة قدم مواليد 1961)
داني توماس (بالإنجليزية: Danny Thomas)‏ هو لاعب كرة قدم بريطاني في مركز الدفاع، ولد في 12 نوفمبر 1961 في وركشوب ‏ في المملكة المتحدة. شارك مع منتخب إنجلترا تحت 21 سنة لكرة القدم ومنتخب إنجلترا لكرة القدم. أما مع النوادي، فقد لعب مع توتنهام هوتسبير وكوفنتري سيتي.

## وصلات خارجية
- داني توماس (لاعب كرة قدم مواليد 1961) على موقع قاعدة بيانات كرة القدم.إي يو (الإنجليزية)
- داني توماس (لاعب كرة قدم مواليد 1961) على موقع ناشيونال فوتبول تيمز (الإنجليزية)
- داني توماس (لاعب كرة قدم مواليد 1961) على موقع عالم كرة القدم.نت (الإنجليزية)